# 黃遵憲
黃遵憲（1848年4月27日—1905年3月28日），字公度，別號人境廬主人，生於廣東嘉應州（现广东省梅州市梅江区）。晚清詩人，外交家、政治家、教育家。1868年詩作一句「我手写我口」聞名。

## 生平
黃遵憲在道光二十八年（1848年）4月27日生於廣東嘉應州（今梅州市梅江区金山街道下市角），四歲讀書，十歲學詩。
光绪二年（1876年）中舉人。
光绪三年（1877年）隨何如璋東渡出使日本，任駐東京中國公使館參贊。在任期间，积极就琉球问题同日本交涉。后又前往美国、英国、新加坡等地任外交官。駐外期間，他留心觀察所在國的事物，認為中國要革新自強，必須傚法日本維新。撰寫《日本國志》，全書共四十卷，五十餘萬字，詳細論述日本變革的經過及其得失，借以提出中國改革的主張。
光绪七年（1881年），黃遵憲的《朝鲜策略》提议朝鲜与中國、日本、美国联手对付帝俄，为朝鮮閔妃集团所赞同，儒生們反對而掀起“辛巳斥邪”。興宣大院君党羽安骥泳等图谋政变，拥立興宣大院君的庶长子完恩君李载先，后因人告密而失败，安骥泳等人被凌遲，李载先被賜死。
光绪八年（1882年）春，調任駐美国舊金山總領事。當時美國借故逮捕大批華僑入獄，黃遵憲到監獄探望華僑，叫隨從丈量監獄。美官員無詞以對，只得釋放華僑。1894年回国。
光绪二十一年（1895年），出任湖南按察使，在巡抚陈宝箴的支持下宣传维新变法。光绪二十四年（1898年）八月，被任命为出使日本大臣。戊戌变法失败后，被清政府列为“从严惩办”的维新乱党，但由于外国驻华公使等干预，清政府允许黄遵宪辞职还乡。光绪三十一年（1905年）3月28日，病逝於故乡，終年五十八歲。

## 客家詩宗

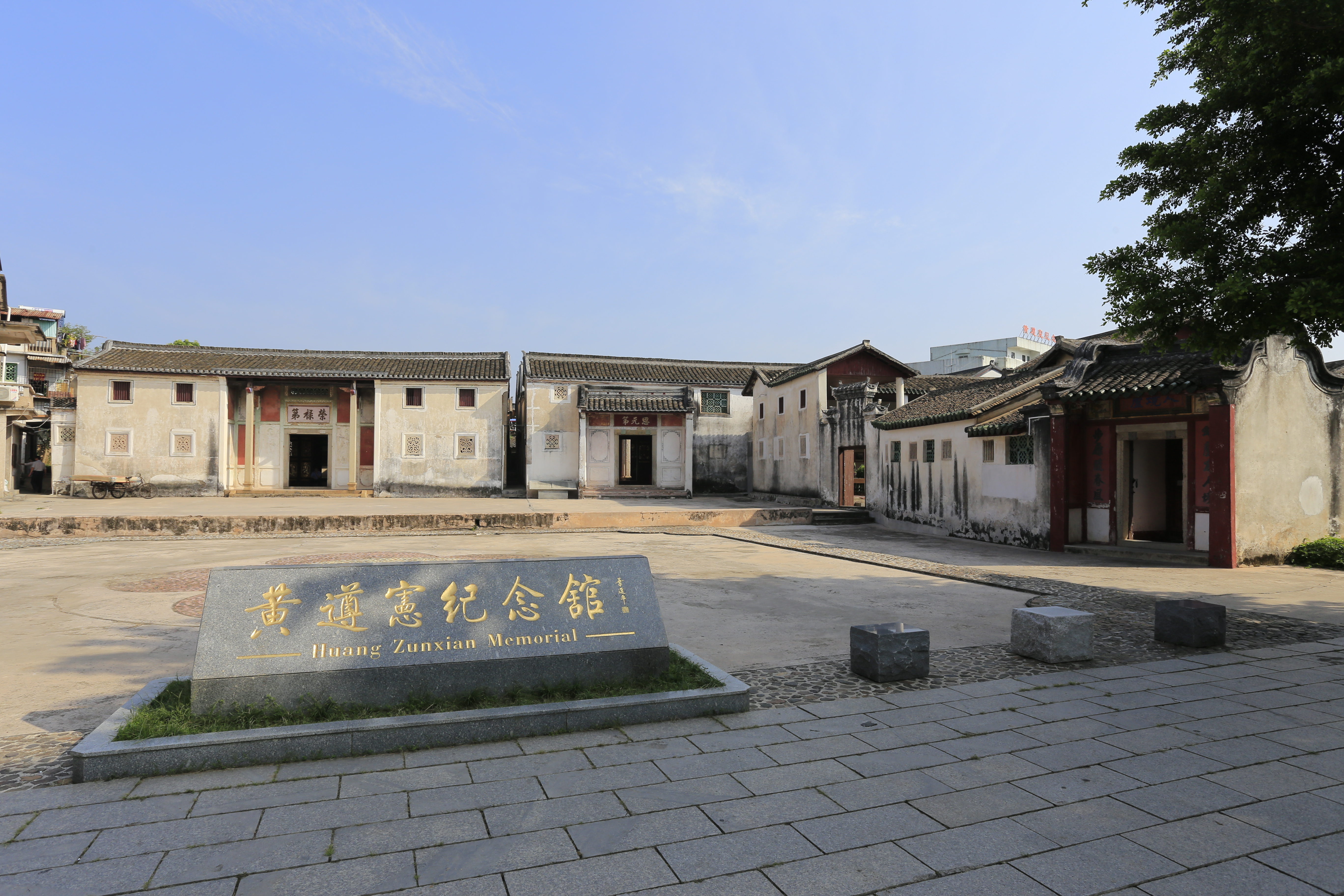
梅州黄遵宪故居

黃遵憲是“詩界革命”的主將，是嘉應州的一代詩宗。他曾輯錄了客家民歌9首，收入《人境廬詩草》之中，大大地提高了客家歌謠的社會地位。梁啟超說：“近世詩人，能鎔鑄新思想入舊風格者，當推黃公度”；“公度之詩，獨闢境界，卓然自立於二十世紀詩界中，群推為大家”。
他在《人境廬詩草》中描述客家山歌：「瑤峒月夜，男女隔嶺唱和，興往情來，餘音裊娜，猶存歌仙之遺風，一字千回百折，哀厲而長，稱山歌。」

## 思想
黄遵宪曾于1882年（光绪八年）至1885年出任清政府驻美国旧金山总领事，他亲眼目睹了1884年美国总统選舉，但是这并没有启迪他思想革新，反而使他愈加保守。黄遵宪作诗《纪事》记载了美国总统大选的情况和感触，得出了“共和政体万不能施行于今日之吾国”的结论。

## 著作
- 《日本雜事詩》二卷[1]
- 1898年，《日本國志》四十卷，1887年成書，光緒二十四年上海图书集成印书局出版、浙江書局重刊。
- 1911年，《人境廬詩草》十一卷（1902年定稿），1911年刊印於日本。
- 吴振清等编：《黄遵宪集》，天津人民出版社。

## 名句
- 「我手写我口，古岂能拘牵！」——《雜感五首之一》
- 「寸寸山河寸寸金，侉离分裂力谁任？杜鹃再拜忧天泪，精卫无穷填海心。」——《赠梁任父母同年》
- 「一輪紅日當空高，千家白旗隨風飄。搢紳耆老相招邀，夾跪路旁俯折腰。紅纓竹冠盤錦絛，青絲辮髮垂雲髾。跪捧銀盤茶與糕，綠沉之瓜紫蒲桃。將軍遠來無乃勞，降民敬為將軍導。將軍曰來呼汝曹，汝我黃種原同胞。」——《臺灣行》
- 「噫、，悲乎哉，汝全臺，昨何忠勇今何怯，萬事反覆隨轉睫。平時戰守無豫備，曰忠曰義何所恃？」——《臺灣行》

## 延伸阅读
[在维基数据编辑]
 在维基文库阅读此作者作品（ 在维基共享资源阅览影像）
 《清史稿/卷464》，出自趙爾巽《清史稿》